# Turbo B

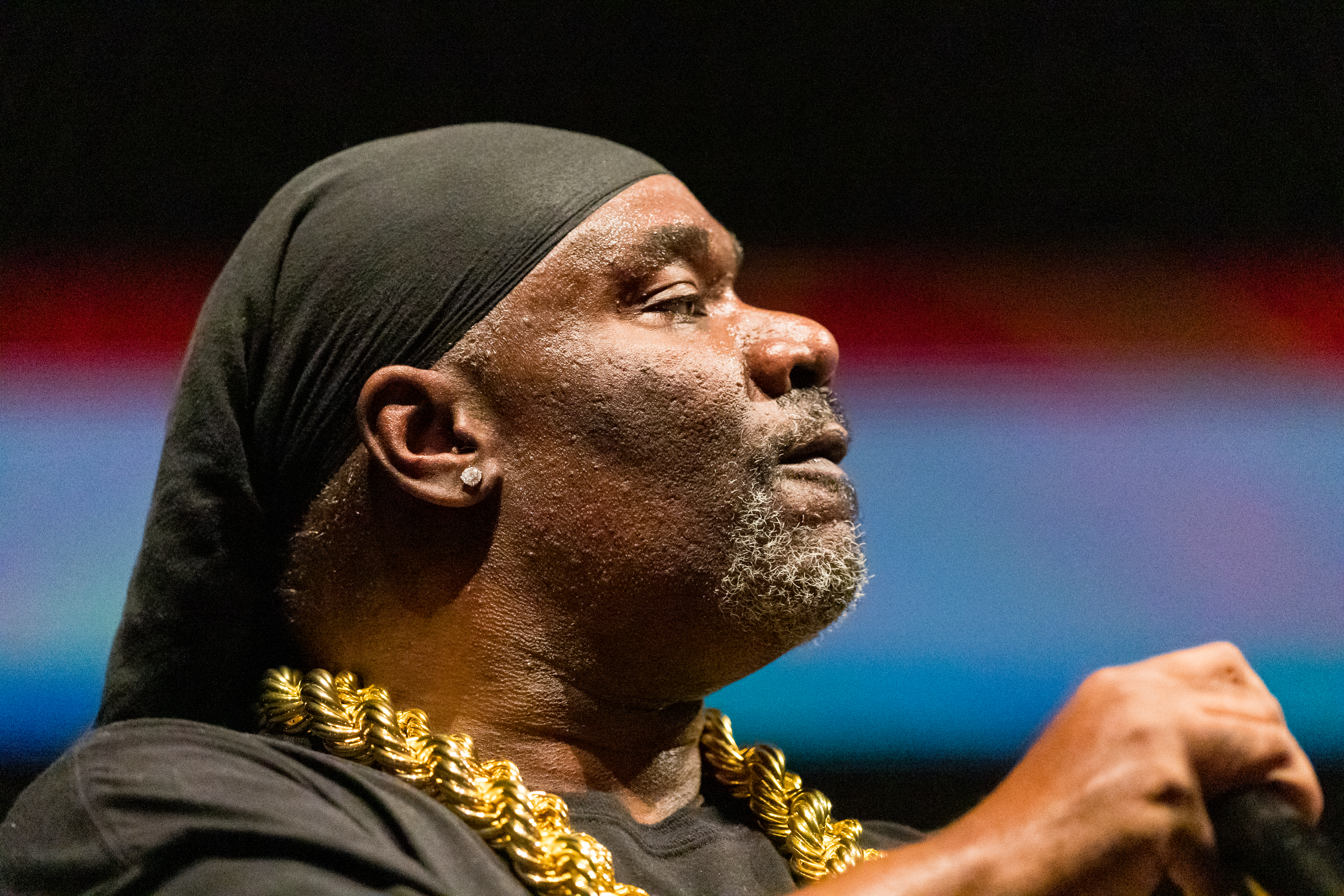

Turbo B (nombre de nacimiento: Durron Maurice Butler) (Pittsburgh, Pensilvania 30 de abril de 1967) es un músico y rapero Estadounidense, más conocido por ser la cara y voz visible del grupo de música dance electrónica alemana Snap!.
En 1990, mientras trabajaba en un club nocturno en Wiesbaden (el Monte Carlo[cita requerida]), se reunió con el alemán Michael Münzig de Snap!, un grupo de música electrónica. El mismo año, grabaron el famoso título The Power, en la que Turbo B canta, y se convierte en un éxito mundial (N.º 1 en Reino Unido)y es el tubo que da a conocer una amplia audiencia. En 1991, salió de Snap! y luego colaboró con otros proyectos, aunque se unió de nuevo en el año 2000 para revivir el proyecto por un tiempo.